# Bolesław Świderski (działacz polityczny)

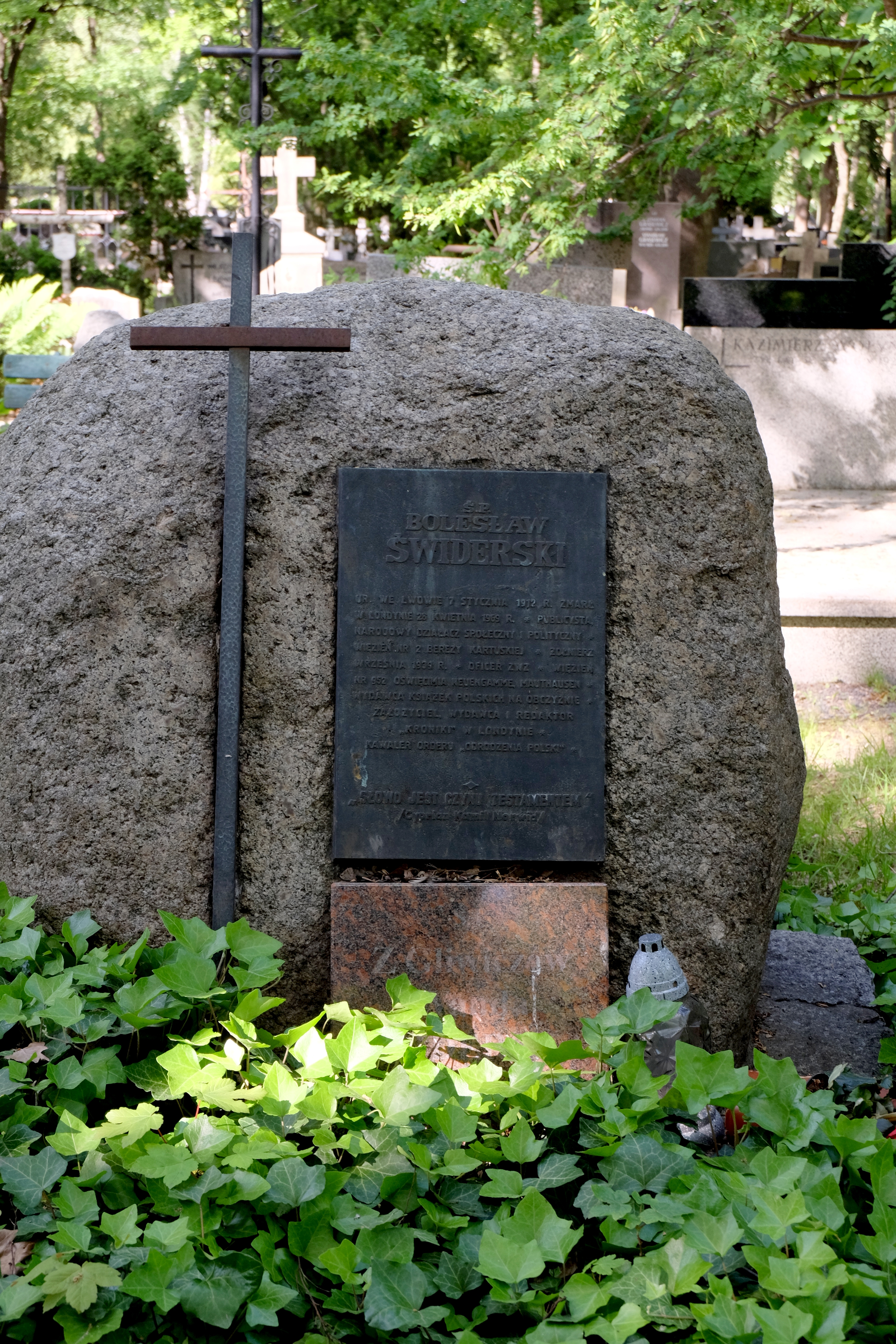
Grób Bolesława Świderskiego na Cmentarzu Wojskowym na Powązkach w Warszawie

Bolesław Świderski (ur. 7 stycznia 1912 we Lwowie, zm. 28 kwietnia 1969 w Londynie) – polski prawnik, w czasie studiów na UJ działacz Obozu Wielkiej Polski i prezes Związku Akademickiego Młodzież Wszechpolska.
Działacz ONR, a następnie Ruchu Narodowo-Radykalnego „Falanga”, osadzony w Berezie Kartuskiej. Publikował na łamach „Kuriera Powszechnego” – krakowskiej mutacji „Kuriera Lwowskiego”. Pracował w redakcji „Prosto z Mostu”. Po klęsce wrześniowej przedostał się na Węgry, gdzie był internowany. W czasie próby powrotu na ziemie polskie złapany przez Niemców, trafił do Auschwitz (gdzie - wedle relacji Z. Przetakiewicza – niósł pomoc Żydom), później skierowany do obozów w Neuengamme i Mauthausen. Następnie trafił do II Korpusu Polskiego. Wyemigrował do Wielkiej Brytanii. Po wojnie zorganizował Katolicki Ośrodek Wydawniczy „Veritas” w Londynie, którym kierował do 1949 roku. Założył własne wydawnictwo i księgarnię. Nawiązał kontakt ze służbami PRL i dzięki ich wsparciu finansowemu założył tygodnik „Kronika”. Pochowany na cmentarzu Powązki Wojskowe w Warszawie (kwatera B20-8-19).